# Tóth Gyula (éremművész)
Tóth Gyula (Debrecen, 1893. szeptember 28. – Budapest, 1970. január 13.) éremművész, ötvös, szobrász, rajztanár.

## Pályafutása
Szülőhelyén, Debrecenben járt középiskolába. Felsőfokú tanulmányait 1909 és 1914 között a Budapesti Iparművészeti Iskola díszítőszobrász szakán végezte, ahol mesterei Vasadi Ferenc, Mátrai Lajos, Simay Imre és Stróbl Alajos voltak. 1914-16-ban tanársegéd volt az Budapesti Iparművészeti Iskolában, ezután 1916-tól 1950-ig a Fővárosi Iparrajziskolában tanított, egyúttal vezette a szobrász és ötvös szakosztályt. 1937-ben a Párizsi Világkiállításon arany és ezüstérmet nyert. Munkáinak nagy kollekciója 1924-ben az Iparművészeti Múzeum éremkiállításán volt kiállítva. Elsősorban éremművészettel foglalkozott, érmei és plakettjei javát negatívba véste. Ezenfelül bélyegeket is tervezett. Számos ötvösmunkáját megvásárolta a székesfőváros. Tagja volt a Magyar Képzőművészek Egyesületének, az Országos Magyar Iparművészeti Társulatnak, az Egyházművészeti Szövetségnek, valamint a Székely Bertalan Társaságnak. Műveit a finom kivitel mellett egyéni stílus és a magyar díszítőelemek felhasználása jellemzik.

## Válogatott csoportos kiállítások
- 1957 • FIDEM kiállítás, Párizs
- 1959 • FIDEM kiállítás, Bécs.

## Művei
Schioppa nuncius szobra és plakettje; a 13-as huszárok emléktáblája (Szolnok); Tamási és Dunaszentbenedek hősi emlékműve; a képviselőház szavazóurnája; Szentt József a két angyallal (márvány) a pécsi gyárvárosi templom főoltárán; a budapesti XI. kerületi Szent Imre-plébániattemplom Szent Gellért-oltárának szobrai; Darányi Ignác emlékműve (Tihanyban állt, 1949 körül eltávolították); emlékmécses Tüköry Lajos palermói sírjára. 

## Legfontosabb érmei
1916: Kuruc fej, Toldi; 1917: Huszár és dáma, Női fej, Luther, Tavasz; 1918: Száműzött kuruc; 1920: Magyar Iparművészeti Társulat; 1921: Attila; 1932: Szent Kristóf.